# Талосса

Флаг Республики Талосса

Талосса (англ. Talossa) — наименование, по крайней мере, двух виртуальных государств: Республики Талосса и Королевства Талосса. Талосса основано в 1979 году 13-летним Робертом Бен Мэдисоном из Милуоки. Оно находится на западном берегу Талосского моря (озера Мичиган), неподалёку от американского города Милуоки, штат Висконсин, но сегодня большинство активных подданных проживают в других частях Соединённых Штатов и Канаде, Европе, Южной Америке, Азии и Африке. Это одно из старейших виртуальных государств и остаётся одним из самых известных. Оно также было одним из первых, создавших официальный сайт. Создание Талоссы способствовало появлению многих позднейших виртуальных государств.

## История
26 декабря 1979 года Роберт Бэн Мэдисон (родился в 1966 г.) объявил свою комнату независимой от Соединённых Штатов Америки, и таким образом сформировал Королевство Талосса (El Regipats Talossan — талосск.) Слово «Талосса» происходит от финского слова, означающего «внутри дома», потому что всё государство состояло просто из одной комнаты Короля Роберта и маленького дома Тюдора недалеко от Университета Висконсина. Королевство постепенно разрослось, охватив восточную часть Милуоки, остров Сезембр (Франция) (fr:Cézembre) и Антарктическую территорию Пенгопятс («земля пингвинов» — талосск.) Столица королевства — Аббавилла, расположённая в провинции Ататурк.
Талоссцы считают себя настоящей нацией (не «микронацией») и имеют разнообразную и давнюю историю, полную событий и революций. Хотя сейчас Талосса — монархия, королевство, в прошлом она прошла такие стадии, как республика и коммунистическое государство. В 1981 году Талосса расширилась за счёт вступления в неё пяти друзей Бена Мэдисона, с которыми он дружил ещё с детства и нескольких родственников, также произошло множество других важных изменений в талосской культуре, в частности полностью сформировался El Ghletg (талосский язык) и первые талосские демократические выборы.
В 90-е года Талосса перешла в эру интернета: были созданы Уиттенберг (национальный Интернет-форум) и Талосский официальный сайт, увидевший свет 15 января 1996 года, ознаменовав приход нового поколения талоссцев — так называемых киберграждан (Cybercits, аббревиатура от Cyber-citizens). В 1990-х происходили многочисленные споры и дебаты между двумя постепенно разделяющимися группами талоссцев: коренными талоссцами и новыми кибер-гражданами.
26 сентября 1997 года произошло отделение некоторых недовольных граждан Талоссы, основавших виртуальное государство «Пингвинею» («Penguinea»). Немногих талоссцев в тот день потеряло королевство, в день который был назван королём «Талосским Вьетнамом». Пингвинея насчитывала 20 граждан и формально располагалась на острове Святой Елены, близ берегов Квинсленда, в Австралии. Это было оживлённое общество с богатой культурной жизнью, с газетами, журналами, с собственной радиостанцией, интернет-сериалами, группами, сетевой арт-галереей и активными участниками. Время шло, многое менялось, так как уходили и приходили новые граждане. В конце концов, после дебатов о своём будущем, Пингвинея в 2000 году была трансформирована в Общество Пангеи (Pangaean Community) и позже — в онлайн сообщество Полифония (Polyphony). Проект постепенно скатывался в небытие, и в конце концов прекратил своё существование.
Многие граждане начали видеть в Бене Мэдисоне постепенно растущий авторитаризм, а порой — сумасшествие. Так политическая среда Талоссы вновь подверглась удару. В 1998 году гражданин по имени Кириш даль Нава (Chirish dal Nava, сегодня носит имя Кейн даль Нава) иммигрировал в Талоссу через Интернет и сразу же начал играть необратимую роль в истории Талоссы. Увы, Король Роберт I, как и многие бедные монархи, не очень хорошо принимал радикально настроенных граждан с иными, чем у них, идеями, которые конкурировали с ними по власти и авторитету. Король Роберт и даль Нава никогда не ладили. Роберт I провёл кампанию по выводу даль Навы из состава Талоссы любыми легальными (но вовсе не обязательно моральными или этичными) способами. Продолжающиеся споры вынудили граждан выбирать: встать на сторону короля, на сторону даль Навы или вообще не участвовать в этой войне двух выдающихся личностей. 1 июня 2004 года Талосса была разделена второй раз за свою историю. С политическими и личными баталиями, происходящими вокруг Бена и его врага, даль Нава и ещё несколько граждан, поддерживавших его, покинули королевство и создали Республику Талосса как независимую микронацию.
Это заставило Короля Роберта I стать значительно более строгим и жёстким, и в конце концов его подтолкнули уйти, либо он рисковал вообще потерять Талоссу и всё, что было. Он сдался и передал трон своему молодому наследнику Луису. 15 августа 2005 года он стал королём Луисом I. Несовершеннолетний король Луис был неспособен управлять государством. 29 ноября 2006 года он покинул трон, повинуясь указу Зиу (государственный орган Талоссы — Ziu). Вновь в Талоссе начался период бескоролевья. 14 марта 2007 года, после выборов в Зиу и публичной ратификации, Джон Вули (John Woolley) взошёл на трон. Отныне он звался Король Джон (King John).

## Государственное устройство
Талосса является наследственной конституционной монархией. Его Величество Король Джон I, Из династии Лупулов (Lupul — волк (талос.)), вступил на престол 14 марта 2007 года, после междуцарствия, последовавшего после отречения несовершеннолетнего короля Луи. Это отречение было оформлено Законом от опекуна Луи 29 ноября 2006 года.
В соответствии с органическим законом, Джон взошёл на престол, так как предыдущий королевский Дом не оставил наследника, и Зиу рекомендовал народу нового кандидата на престол, которого народ Талоссы одобрил.
Король Джон стал подданным Талоссы в 2005 году, и является признанным фактом, что он зарекомендовал себя как один из самых способных государственных секретарей. Прежде чем занять престол, Его Величество также служил в качестве сенатора от своей родной любимой провинции Флоренсия, как канцлер королевского Talossan Bar, и был первым обладателем должности Blanc Wolf Herald в палате герольдов (College of Arms). Король Джон был награждён Орденом Нации и был посвящён в рыцари в 2005 году.
Королевский двор обслуживается целым рядом неправительственных организаций, сотрудники которых поддерживают свои позиции путём внесения изменений в правительстве, действуют в интересах Короля, консультируясь с премьер-министром.
Большинство назначений производятся Королём, хотя в большинстве случаев король вынужден выбирать для утверждения на должность лица, рекомендованные ему конкретным должностным лицом (как правило, премьер-министром) или опираясь на принятые юридические процедуры. По давно установившейся традиции, назначения, что премьер-министр рекомендует Королю, как правило, публично объявляются премьер-министром и считаются официальными, пока Суверен явным образом не попросит заменить рекомендованную кандидатуру.
Официальный титул короля Джона: Милостью Божьей, Король Талоссы и всех её царств и регионов, король Сезембра, Владыка и покровитель Пенгопятс и Новых Фолклендских островов, Защитник Веры, Главнокомандующий Вооружёнными Силами, наместник Ходжа и викарий Ататюрк.